# Сады и парки Уфы
Сады и парки города Уфы, и исторических рабочих посёлков Дёмы и Черниковки, и города Черниковска.

## Описание
Самый крупный городской парк Гафури имеет площадь 420 га (включая лесопарк западного склона). В городе расположены два дендропарка — Непейцевский и имени Лесовода Георгия Рутто, и Южно-Уральский ботанический сад-институт. Памятниками градостроительства и архитектуры являются парки Ленина, Победы, Якутова и сады Аксакова (также — ландшафтный памятник) и Салавата Юлаева.
В лесопарках Уфы произрастает свыше 500 видов сосудистых растений, в том числе, вошедшие в Красную книгу Башкортостана — лазурник трёхлопастной, герань Роберта, чина Литвинова, короставник татарский, цицербита уральская, истод сибирский, вахта трёхлистная, лилия саранка и другие.

## История

### XIX век
В 1811 в усадебном имении Непейцево заложен дендропарк — Непейцевский.
В 1833 в Голубиной слободе, на месте усадьбы Аксаковых, заложен первый общественный платный сад — Блохинcкий (ныне — сад Аксакова). В 1917 году сад перешёл в государственную собственность и был переименован в парк им. Луначарского.
В 1860, по инициативе попечительницы городского театра и сиротского приюта С. А. Аксаковой (жены первого уфимского губернатора Г. С. Аксакова), заложен первый общественный городской сад Уфы — Театральный, а в начале 1860-х заложен единственная пешеходная аллея классического типа — Софьюшкина, которая соединялась с Театральным садом.
В 1867, по предложению уфимского губернатора С. П. Ушакова, на главной городской Соборной площади заложен парк, впоследствии названный в его честь — Ушаковский (ныне — парк Ленина).
В 1873 на Случевской горе по решению Уфимской городской думы разбит сад с цветником, который повторно заложен в 1899 — Случевский (ныне — сад Салавата Юлаева).
На Верхнеторговой площади, которая начала застраиваться с 1820-х, в описании М. Сомова указывается, что в северной и южной части площади расположены бульвары, из которых к 1864 сохранился только южный — во второй половине XIX века здесь заложена аллея (с 1889 Голубиная и  Почтовая улицы объединены в Пушкинскую) — Пушкинская.

### XX век
В 1903 севернее Староивановского кладбища, возле Солдатского озера заложен общественный сад Попечительства о народной трезвости (ныне — парк Якутова). В 1900–1910 в Восточной слободе заложена липовая аллея, где позднее заложен сад Кирова.
В 1924 на Верхнеторговой площади заложен сквер Ленина.
В 1930-х в рабочем посёлке Черниковке заложен парк Моторного завода (с 1947 — парк Гастелло). В 1930-х, при строительстве Дома старых большевиков на месте уничтоженной Успенской церкви, Успенское кладбище уничтожено — на его месте заложен фруктовый сад и огороды (ныне, в западной части — сквер Шакирова).
В 1932 в рабочем посёлке Дёме основан единственный в Уфе Башкирский ботанический сад, переведённый в 1934 — в деревню Сипайлово, в 1939 — в Новиковку (ныне — Южно-Уральский ботанический сад-институт Уфимского федерального исследовательского центра РАН). В 1930–1940-х в Кошкином лесу Башкирская лесная опытная станция произвела сосновые лесопосадки.
К 1942 на Верхнеторговой площади создан сквер, с 1948 — Сталинский (ныне — Театральный сквер). В 1947 в городе Черниковске заложен сад «Победа» (ныне — парк нефтехимиков); также начал благоустраиваться склон Дежнёвской горы, с 1960-х — парк «Нефтяник» (ныне — парк Победы).
В 1950 открыт парк в Дёме — Дёмский. В 1950-х заложен дендрарий Паркового лесничества Уфимского горлесхоза (ныне — дендропарк имени лесовода Георгия Рутто).
В 1961 созданы парк Гафури и парк Калинина. В 1966 на базе существующих лесов Паркового лесничества заложен лесопарк имени Лесоводов Башкирской АССР.
В 1976 открыт парк в Затоне — «Волна». В начале 1980-х, на месте ликвидированного Новоивановского кладбища, разбит сквер «Юбилейный» (ныне — сквер 50 лет Победы).
В 1980–1990 создано единственное в Башкортостане учебно-опытное хозяйство для выращивания лимонов — уфимский лимонарий. В 1991 на Первомайской улице создан Калининский парк (ныне — Первомайский).

### XXI век
В 2002 в Сипайлово у озера Кашкадан создан парк «Кашкадан».
В 2010-х на месте оврага заложен сквер «Каменная река», с 2022 — парк Бикбаева. В 2013 на Профсоюзной площади открыт сквер Мустая Карима. В 2015 в Сипайлово у парка «Кашкадан» заложена аллея Радиостанции Коминтерна.